# Nogent-le-Bernard
Nogent-le-Bernard és un municipi francès situat al departament del Sarthe i a la regió de País del Loira. L'any 2007 tenia 876 habitants.

## Demografia

### Població
El 2007 la població de fet de Nogent-le-Bernard era de 876 persones. Hi havia 340 famílies de les quals 104 eren unipersonals (60 homes vivint sols i 44 dones vivint soles), 120 parelles sense fills, 96 parelles amb fills i 20 famílies monoparentals amb fills.
La població ha evolucionat segons el següent gràfic:
Habitants censats

### Habitatges
El 2007 hi havia 453 habitatges, 359 eren l'habitatge principal de la família, 73 eren segones residències i 21 estaven desocupats. 443 eren cases i 9 eren apartaments. Dels 359 habitatges principals, 278 estaven ocupats pels seus propietaris, 78 estaven llogats i ocupats pels llogaters i 3 estaven cedits a títol gratuït; 7 tenien una cambra, 28 en tenien dues, 77 en tenien tres, 91 en tenien quatre i 156 en tenien cinc o més. 257 habitatges disposaven pel capbaix d'una plaça de pàrquing. A 159 habitatges hi havia un automòbil i a 174 n'hi havia dos o més.

### Piràmide de població
La piràmide de població per edats i sexe el 2009 era:
| Homes | Edats   | Dones |
| ----- | ------- | ----- |
| 0     | 95 o +  | 28    |
| 8     | 90 a 94 | 20    |
| 12    | 85 a 89 | 20    |
| 0     | 80 a 84 | 4     |
| 16    | 75 a 79 | 12    |
| 20    | 70 a 74 | 28    |
| 32    | 65 a 69 | 12    |
| 24    | 60 a 64 | 24    |
| 8     | 55 a 59 | 20    |
| 20    | 50 a 54 | 8     |
| 16    | 45 a 49 | 24    |
| 24    | 40 a 44 | 28    |
| 48    | 35 a 39 | 56    |
| 44    | 30 a 34 | 20    |
| 16    | 25 a 29 | 20    |
| 20    | 20 a 24 | 12    |
| 28    | 15 a 19 | 12    |
| 36    | 10 a 14 | 20    |
| 20    | 5 a 9   | 36    |
| 20    | 0 a 4   | 36    |

## Economia
El 2007 la població en edat de treballar era de 537 persones, 405 eren actives i 132 eren inactives. De les 405 persones actives 375 estaven ocupades (211 homes i 164 dones) i 30 estaven aturades (9 homes i 21 dones). De les 132 persones inactives 69 estaven jubilades, 40 estaven estudiant i 23 estaven classificades com a «altres inactius».

### Ingressos
El 2009 a Nogent-le-Bernard hi havia 358 unitats fiscals que integraven 820 persones, la mediana anual d'ingressos fiscals per persona era de 17.610 €.

### Activitats econòmiques
Dels 29  establiments que hi havia el 2007, 2 eren d'empreses de fabricació de material elèctric, 9 d'empreses de construcció, 8 d'empreses de comerç i reparació d'automòbils, 1 d'una empresa d'hostatgeria i restauració, 1 d'una empresa financera, 2 d'empreses de serveis, 2 d'entitats de l'administració pública i 4 d'empreses classificades com a «altres activitats de serveis».
Dels 15 establiments de servei als particulars que hi havia el 2009, 2 eren tallers de reparació d'automòbils i de material agrícola, 3 paletes, 1 guixaire pintor, 4 fusteries, 1 electricista, 1 empresa de construcció, 1 perruqueria, 1 restaurant i 1 saló de bellesa.
Dels 4 establiments comercials que hi havia el 2009, 1 era una botiga de menys de 120 m², 1 una fleca, 1 una carnisseria i 1 una botiga d'equipament de la llar.
L'any 2000 a Nogent-le-Bernard hi havia 27 explotacions agrícoles que ocupaven un total de 1.105 hectàrees.

## Equipaments sanitaris i escolars
L'únic equipament sanitari que hi havia el 2009 era una ambulància.
El 2009 hi havia una escola elemental integrada dins d'un grup escolar amb les comunes properes formant una escola dispersa.

## Poblacions més properes
El següent diagrama mostra les poblacions més properes.